# Williams FW17
Williams FW17 – samochód Formuły 1, zaprojektowany przez Patricka Heada, Adriana Neweya i Eghbala Hamidy'ego i skonstruowany przez Williamsa na sezon 1995 Formuły 1.

## Historia
Po trudnym sezonie 1994 Williams zaprojektował model FW17. Samochód ten, w którym zastosowano podniesiony nos, wydawał się szczególnie dobrze zaprojektowany. Model był napędzany ulepszonym silnikiem Renault 3.0 V10 o oznaczeniu RS7. Jego moc maksymalna wynosiła 750 KM przy 14300 rpm. W przeciwieństwie do roku 1994 z tej samej jednostki korzystał główny rywal Williamsa, Benetton.
Samochód nie był udany i okazał się gorszy od Benettona B195. Wystąpiły także problemy z niezawodnością, zwłaszcza skrzyni biegów. Od Grand Prix Portugalii wprowadzono wersję „B” modelu, będącą de facto modelem przejściowym między FW17 a FW18. W wersji tej dokonano wielu zmian, zwłaszcza w obszarze aerodynamicznym. Była ona bardziej konkurencyjna niż pierwotna wersja modelu.

## Wyniki w Formule 1
| Legenda oznaczeń w tabelach wyników Wyświetl szablon na nowej stronie | Legenda oznaczeń w tabelach wyników Wyświetl szablon na nowej stronie                                                                     |
| Oznaczenie                                                            | Wyjaśnienie |
| --------------------------------------------------------------------- | --- |
| Złoty                                                                 | Zwycięzca lub mistrzostwo |
| Srebrny                                                               | 2. miejsce lub wicemistrzostwo |
| Brązowy                                                               | 3. miejsce lub II wicemistrzostwo |
| Zielony                                                               | Ukończył, punktował (w klasyfikacji generalnej, gdy zdobył co najmniej jeden punkt na przestrzeni sezonu, poza trzema powyższymi opcjami) |
| Niebieski                                                             | Ukończył, nie punktował (w klasyfikacji generalnej, gdy nie zdobył co najmniej jednego punktu na przestrzeni sezonu)                      |
| Czerwony                                                              | Nie zakwalifikował się (NZ) |
| Czerwony                                                              | Nie prekwalifikował się (NPK) |
| Różowy                                                                | Nie ukończył (NU) |
| Różowy                                                                | Niesklasyfikowany (NS) (w klasyfikacji generalnej, gdy nie został sklasyfikowany w żadnym wyścigu sezonu)                                 |
| Czarny                                                                | Zdyskwalifikowany (DK) |
| Czarny                                                                | Wykluczony (WYK/EX) |
| Biały                                                                 | Nie wystartował (NW) |
| Biały                                                                 | Kontuzjowany (K/INJ) |
| Biały                                                                 | Wyścig odwołany (OD/C) |
| Bez koloru                                                            | Został wycofany (WYC/WD) |
| Bez koloru                                                            | Nie przybył (NP/DNA) |
| Bez koloru                                                            | Nie brał udziału w treningach (NT/DNP) |
| Bez koloru                                                            | Nie został zgłoszony (–) |
| Pogrubienie                                                           | Start z pole position |
| Kursywa                                                               | Najszybsze okrążenie wyścigu |
| †                                                                     | Nie ukończył, ale jego rezultat został zaliczony ze względu na przejechanie więcej niż 90% dystansu wyścigu.                              |
| *                                                                     | Sezon w trakcie |
| 1/2/3                                                                 | Punktowana pozycja w sprincie kwalifikacyjnym                                                                                             |
| Lista systemów punktacji Formuły 1                                    | |

| Sezon | Zespół                    | Silnik  | Kierowcy        | Wyniki w poszczególnych eliminacjach | Wyniki w poszczególnych eliminacjach | Wyniki w poszczególnych eliminacjach | Wyniki w poszczególnych eliminacjach | Wyniki w poszczególnych eliminacjach | Wyniki w poszczególnych eliminacjach | Wyniki w poszczególnych eliminacjach | Wyniki w poszczególnych eliminacjach | Wyniki w poszczególnych eliminacjach | Wyniki w poszczególnych eliminacjach | Wyniki w poszczególnych eliminacjach | Wyniki w poszczególnych eliminacjach | Wyniki w poszczególnych eliminacjach | Wyniki w poszczególnych eliminacjach | Wyniki w poszczególnych eliminacjach | Wyniki w poszczególnych eliminacjach | Wyniki w poszczególnych eliminacjach | Wyniki kierowców | Wyniki kierowców | Wyniki konstruktora | Wyniki konstruktora |
| 1995  |                           |         |                 | Brazylia                             | Argentyna                            | San Marino                           | Hiszpania                            | Monako                               | Kanada                               | Francja                              | Wielka Brytania                      | Niemcy                               | Węgry                                | Belgia                               | Włochy                               | Portugalia                           | Unia Europejska                      |                                      | Japonia                              | Australia                            | Pkt.             | Msc.             | Pkt.                | Msc.                |
| ----- | ------------------------- | ------- | --------------- | ------------------------------------ | ------------------------------------ | ------------------------------------ | ------------------------------------ | ------------------------------------ | ------------------------------------ | ------------------------------------ | ------------------------------------ | ------------------------------------ | ------------------------------------ | ------------------------------------ | ------------------------------------ | ------------------------------------ | ------------------------------------ | ------------------------------------ | ------------------------------------ | ------------------------------------ | ---------------- | ---------------- | ------------------- | ------------------- |
| 1995  | Rothmans Williams Renault | Renault | Damon Hill      | NU                                   | 1                                    | 1                                    | 4                                    | 2                                    | NU                                   | 2                                    | NU                                   | NU                                   | 1                                    | 2                                    | NU                                   | 3                                    | NU                                   | 3                                    | NU                                   | 1                                    | 69               | 2                | 112                 | 2                   |
| 1995  | Rothmans Williams Renault | Renault | David Coulthard | 2                                    | NU                                   | 4                                    | NU                                   | NU                                   | NU                                   | 3                                    | 3                                    | 2                                    | 2                                    | NU                                   | NU                                   | 1                                    | 3                                    | 2                                    | NU                                   | NU                                   | 49               | 3                | 112                 | 2                   |